# Olympische Sommerspiele 1904/Leichtathletik – 400 m (Männer)
Der 400-Meter-Lauf der Männer bei den Olympischen Spielen 1904 in St. Louis wurde am 29. August 1904 im Francis Field ausgetragen. Es gab keine Vorläufe, alle Teilnehmer bestritten den Lauf gemeinsam.
Über deren Anzahl gibt es je nach Quelle zwei Angaben. Bei SportsReference und auf der IOC-Seite werden zwölf Läufer namentlich benannt, zur Megede spricht von 13 Sportlern. Seine Version wird gestützt durch das Startfoto (siehe unten), auf dem bei genauem Hinsehen 13 Teilnehmer zu sehen sind, wobei einer von ihnen wie bei zur Megede beschrieben hinter den vor dem Sportler nebeneinander angeordneten Läufern auf der Innenbahn startet.
Auch in diesem Wettbewerb machten die US-Amerikaner die Entscheidung um die Medaillen unter sich aus. Harry Hillman siegte vor Frank Waller, Herman Groman gewann die Bronzemedaille.

## Rekorde
Der bestehende inoffiziell geführte Weltrekord wurde in einem Rennen über 440 Yards aufgestellt, das entspricht 402,336 Metern.
| Weltrekord         | 47,8 s | Maxwell Long | USA | Travers Island (USA), 29. September 1900 |
| Olympischer Rekord | 49,4 s | Maxwell Long | USA | Finale von Paris (FRA), 15. Juli 1900    |

Folgende Rekorde wurden über 400 Meter bei den Olympischen Spielen 1904 gebrochen oder eingestellt:
| OR | 49,2 s | Harry Hillman | USA | 29. August |

## Ergebnis

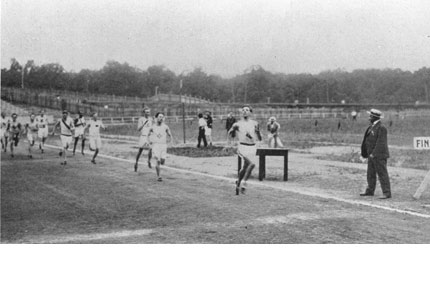
Zieleinlauf über 400 Meter

Die folgende Tabelle erfasst die in vier Quellen abweichend voneinander angegebenen Resultate. Der auf dem Startfoto zu sehende dreizehnte Teilnehmer fehlt in dieser Auflistung, sein Name ist nicht mehr nachvollziehbar.
| Platz | Athlet           | Land | Zeit (s)                                                                   | Zeit (s)                                                                   | Zeit (s)                                               |
| Platz | Athlet           | Land | Kluge                                                                      | SportsReference und IOC-Seite                                              | zur Megede                                             |
| ----- | ---------------- | ---- | -------------------------------------------------------------------------- | -------------------------------------------------------------------------- | ------------------------------------------------------ |
| 1     | Harry Hillman    | USA  | 49,2 OR                                                                    | 49,2 OR                                                                    | 49,2 OR000000                                          |
| 2     | Frank Waller     | USA  | 49,9000                                                                    | 49,9000                                                                    | 49,7 (geschätzt)                                       |
| 3     | Herman Groman    | USA  | 50,0000                                                                    | 50,0000                                                                    | 49,9 (geschätzt)                                       |
| 4     | Joseph Fleming   | USA  | 50,5000                                                                    | k. A.                                                                      | k. A.                                                  |
| 5     | Meyer Prinstein  | USA  | 50,6000                                                                    | k. A.                                                                      | k. A.                                                  |
| 6     | George Poage     | USA  | 51,0000                                                                    | k. A.                                                                      | k. A.                                                  |
| 7     | Percival Molson  | CAN  | Platzierungen ab Rang 7 in diesen Quellen nicht mehr namentlich zugeordnet | Platzierungen ab Rang 7 in diesen Quellen nicht mehr namentlich zugeordnet | k. A.                                                  |
| 8-12  | Clyde Blair      | USA  | Platzierungen ab Rang 7 in diesen Quellen nicht mehr namentlich zugeordnet | Platzierungen ab Rang 7 in diesen Quellen nicht mehr namentlich zugeordnet | Teilnehmer nach Rang 7 nicht weiter namentlich benannt |
| 8-12  | Paul Pilgrim     | USA  | Platzierungen ab Rang 7 in diesen Quellen nicht mehr namentlich zugeordnet | Platzierungen ab Rang 7 in diesen Quellen nicht mehr namentlich zugeordnet | Teilnehmer nach Rang 7 nicht weiter namentlich benannt |
| 8-12  | Johannes Runge   | GER  | Platzierungen ab Rang 7 in diesen Quellen nicht mehr namentlich zugeordnet | Platzierungen ab Rang 7 in diesen Quellen nicht mehr namentlich zugeordnet | Teilnehmer nach Rang 7 nicht weiter namentlich benannt |
| 8-12  | George Underwood | USA  | Platzierungen ab Rang 7 in diesen Quellen nicht mehr namentlich zugeordnet | Platzierungen ab Rang 7 in diesen Quellen nicht mehr namentlich zugeordnet | Teilnehmer nach Rang 7 nicht weiter namentlich benannt |
| 8-12  | Howard Valentine | USA  | Platzierungen ab Rang 7 in diesen Quellen nicht mehr namentlich zugeordnet | Platzierungen ab Rang 7 in diesen Quellen nicht mehr namentlich zugeordnet | Teilnehmer nach Rang 7 nicht weiter namentlich benannt |

Herman Groman ging nach etwa 70 Metern in Führung und erlief sich einigen Vorsprung. Das Feld zerfiel in zwei Gruppen. Nach etwa 200 Metern übernahm Harry Hillman von Platz drei kommend die Führung und Joseph Fleming schloss aus der zweiten Gruppe zu den vorderen Läufern auf. Ein Angriff von George Poage wurde durch Fleming und Frank Waller abgewehrt, so dass schließlich fünf Läufer um den Sieg spurteten. Am Ende setzte sich Hillman um ca. drei Yards von Waller ab, dem Groman dichtauf folgte. Fleming und Prinstein lagen weitere zwei Yards dahinter fast gleichauf.
Harry Hillman gewann damit die erste seiner drei Goldmedaillen. Zwei Tage später war er auch über 400 Meter Hürden und einen weiteren Tag darauf über 200 Meter Hürden erfolgreich. Der Olympiazweite Frank Waller gewann auch über 400 Meter Hürden Silber hinter Harry Hillman. Der Fünfte Meyer Prinstein – in vielen Veröffentlichungen auch als Myer Prinstein bezeichnet – hatte seine Stärken vor allem in den vertikalen Sprüngen. Er wurde Olympiasieger im Weit- und Dreisprung, belegte aber auch einen jeweils fünften Platz über 60 und 400 Meter.

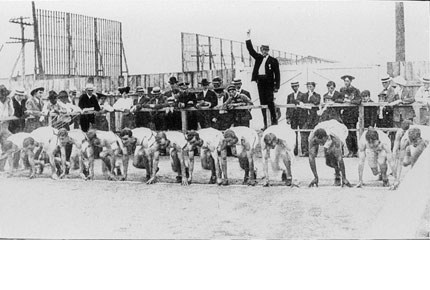
Start des 400-Meter-Laufs mit zwölf Läufern nebeneinander und einem dreizehnten hinter ihnen
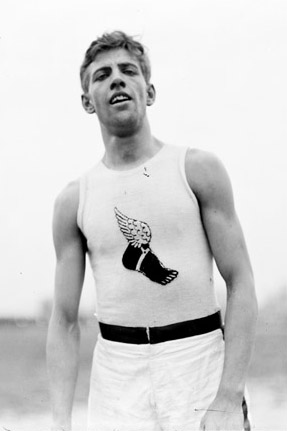
Olympiasieger Harry Hillman, auch siegreich über 200 und 400 Meter Hürden
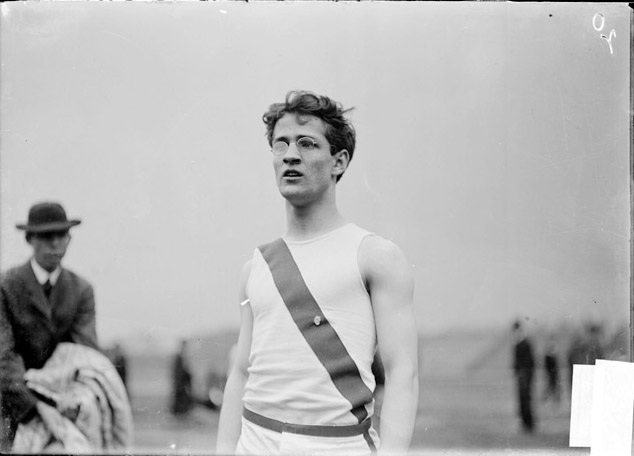
Frank Waller – Olympiazweiter über 400 Meter und 400 Meter Hürden
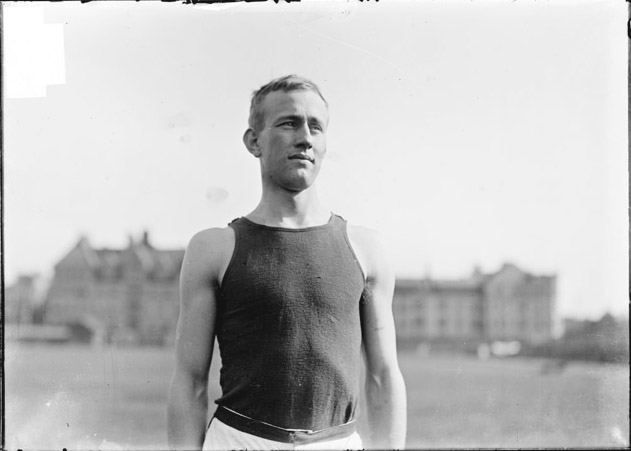
Bronzemedaillengewinner Herman Groman
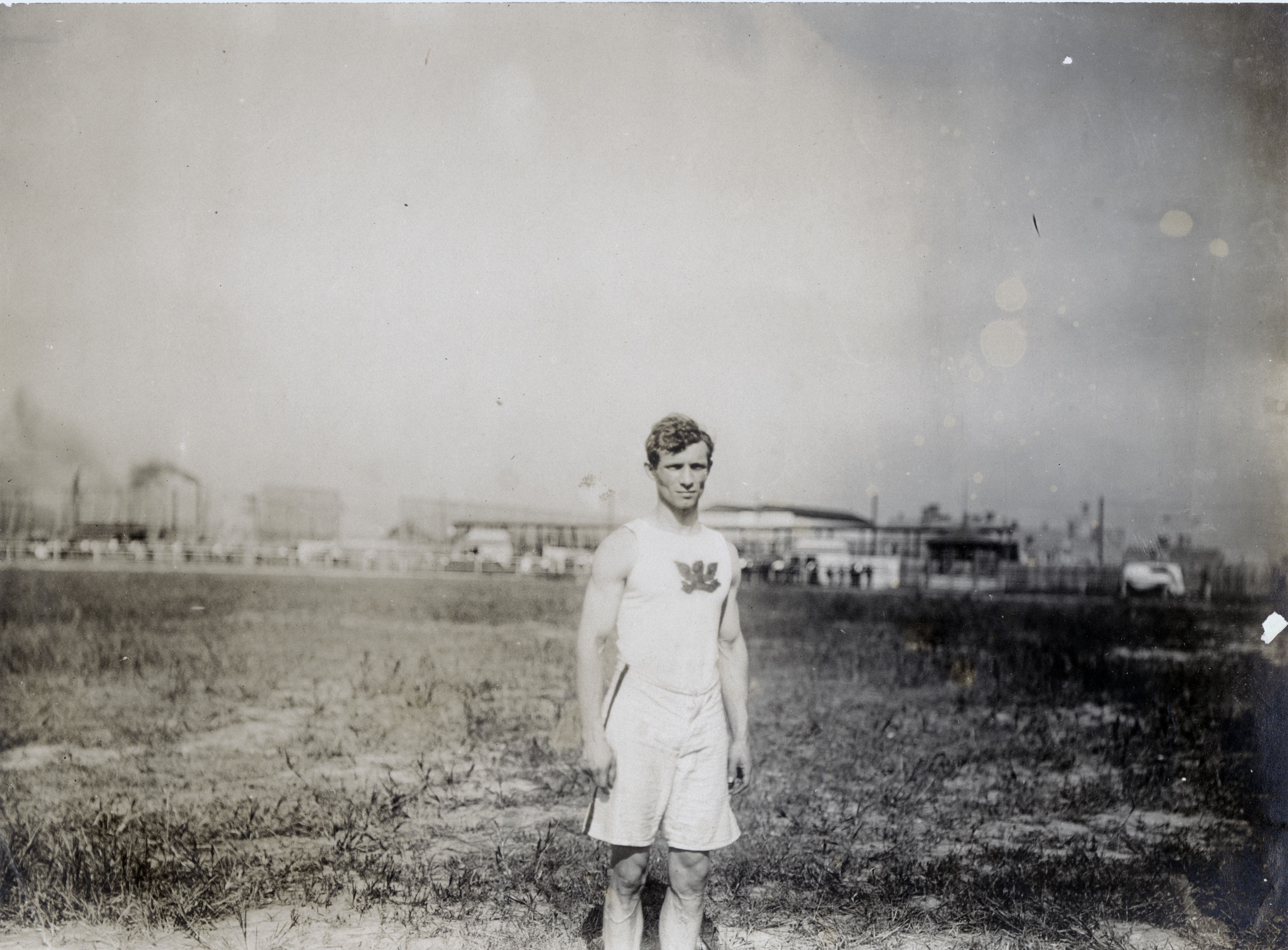
Der Olympiafünfte Meyer Prinstein – vor allem erfolgreich als Sieger im Weit- und Dreisprung
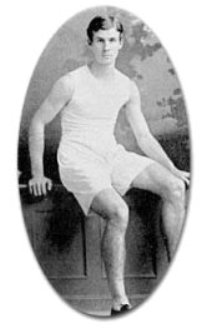
Percival Molson, Teilnehmer dieses 400-Meter-Rennens
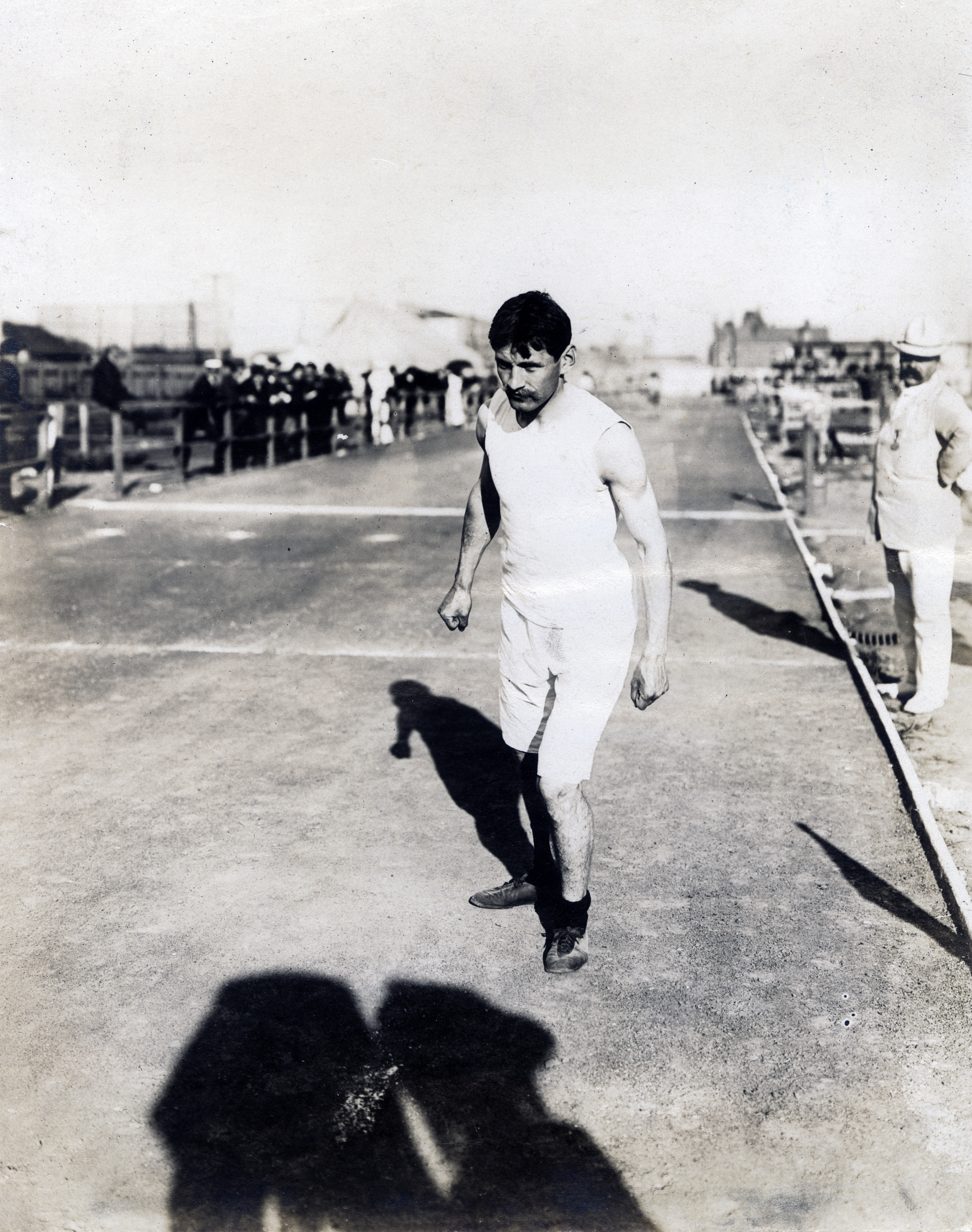
Johannes Runge nahm ebenfalls teil, war jedoch erfolgreicher als Fünfter über 800 Meter